# René Antonsen
René Antonsen (* 4. März 1992 in Aalestrup, Vesthimmerlands Kommune) ist ein dänischer Handballspieler. Der 1,96 m große Kreisläufer spielt seit 2015 für den dänischen Erstligisten Aalborg Håndbold und stand zudem im Aufgebot der dänischen Nationalmannschaft.

## Karriere

### Verein
René Antonsen begann bei Aalestrup IF mit dem Handballspielen. Über Aalborg KFUM kam er 2011 zum Erstligisten Aalborg Håndbold, mit dem er in der Saison 2012/13 dänischer Meister wurde. In seinen ersten beiden Spielzeiten kam er auf 23 Einsätze und zehn Tore. Anschließend wechselte er zu Ribe-Esbjerg HH, bei dem er 96 Tore in 47 Spielen erzielte. Im Sommer 2015 kehrte er nach Aalborg zurück. In den Spielzeiten 2016/17, 2018/19, 2019/20 und 2020/21 gewann er erneut die dänische Meisterschaft, 2018 und 2021 den dänischen Pokalwettbewerb sowie 2019 und 2020 den dänischen Supercup. Mit Aalborg nahm der Kreisläufer mehrfach an der EHF Champions League und dem EHF-Pokal teil. In der EHF Champions League 2020/21 erreichte Antonsen mit dem Team überraschend das Finale, in dem der FC Barcelona klar mit 36:23 die Oberhand behielt. Zu Beginn der Saisons 2022/23 und 2024/25 gewann er mit Aalborg den dänischen Supercup, 2023/24 und 2024/25 erneut die Meisterschaft sowie 2024/25 den Pokal.

### Nationalmannschaft
In der dänischen A-Nationalmannschaft debütierte Antonsen am 12. Juni 2019 beim 33:30-Sieg gegen die Ukraine in Kiew. Bei der Europameisterschaft 2022 kam er in zwei Einsätzen auf zwei Torerfolge und gewann mit der dänischen Auswahl die Bronzemedaille.
Er bestritt bis zu seinem Rücktritt aus der Nationalmannschaft 2022 sieben Länderspiele, in denen er sechs Tore erzielte.